# Refugiehuis van de abdij van Rothem

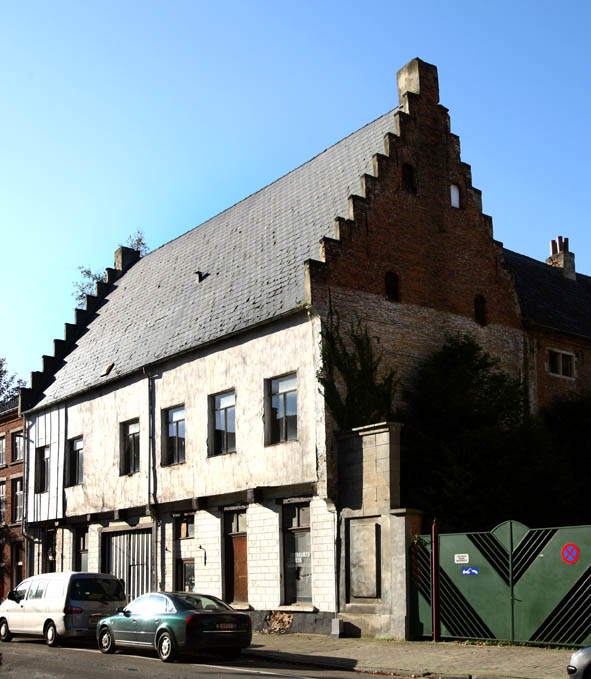
Refugiehuis van de abdij van Rothem

Het Refugiehuis van de abdij van Rothem is een gebouw in de Vlaams-Brabantse stad Diest, gelegen aan de Michel Thysstraat 30.
Het betreft een voormalig refugiehuis van de Abdij van Mariënrode. Het werd eind 16e eeuw gebouwd en in 1649 uitgebreid met een vleugel in baksteen en zandsteen. In 1622 werd het door de abdij aangekocht en het bleef in het bezit van deze abdij tot de opheffing ervan in 1796. In de 19e eeuw werd nog een vleugel toegevoegd waardoor het geheel een U-vormige plattegrond kreeg.
Het gebouw werd sterk verminkt en ook de omgeving ging, door sloop, achteruit.